# Agroquímica

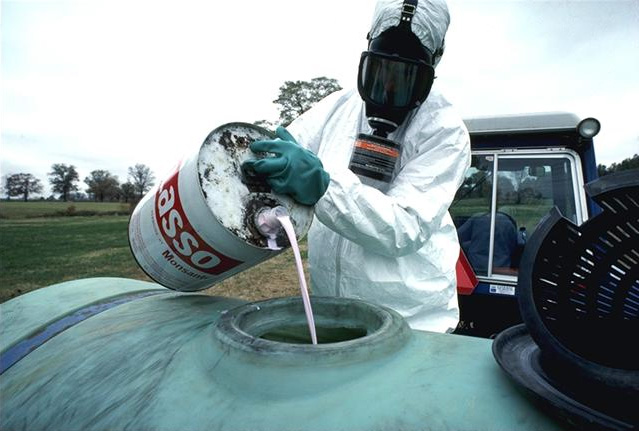
Preparación de un tratamiento fitosanitario con un pesticida en el agua de riego para un cultivo alimentario.

La agroquímica o química agrícola es la parte de la ciencia química y bioquímica que estudia las causas y efectos de las reacciones bioquímicas que afectan al crecimiento tanto animal como vegetal.
Es una rama de la agricultura que estudia la producción de bienes a varias producciones de plantas, a la transformación de materias primas en alimentos y bebidas, y la vigilancia de la protección del medio ambiente y la remediación. Estos estudios hacen hincapié en las relaciones entre plantas, animales y bacterias y su entorno. La ciencia de la composición química y los cambios que intervienen en la producción, la protección y el uso de cultivos y ganado. Como ciencia básica, que abarca, además de la química del tubo de ensayo, todos los procesos de la vida a través de la cual los humanos obtienen alimentos y fibras para sí mismos y para alimentar a sus animales. Como ciencia o tecnología aplicada se dirige hacia el control de los procesos para aumentar los rendimientos, mejorar la calidad y reducir los costos.
Toda disciplina científica que contribuya al progreso de la agricultura depende de alguna manera de la química. De ahí que la química agrícola no es una disciplina distinta, pero un hilo común que une la genética, la fisiología, la microbiología, entomología, y numerosas otras ciencias que inciden en la agricultura.
En esta rama se incluyen tanto los diferentes abonos o fertilizantes, fitohormonas o fitorreguladores (reguladores de crecimiento vegetal) o incluso sustancias fitosanitarias como herbicidas, insecticidas o fungicidas (pesticidas en general). También se incluyen en este apartado sustancias como las fitohormonas o reguladores de crecimiento. Actualmente se ve completada por la biotecnología (tecnología genética) que en algunos casos intenta conseguir especies más resistentes a las plagas creando organismos modificados genéticamente.
La química agrícola a menudo tiene por objeto preservar o aumentar la fertilidad del suelo, mantener o mejorar el rendimiento agrícola, y mejorar la calidad de la cosecha.

## Historia
El comienzo de la agroquímica data de mediados del siglo XIX, cuando debido al agotamiento de los suelos en Europa sucedieron diversas hambrunas con miles de muertes que forzaron a gran número de personas a emigrar. En este ambiente se intentó averiguar cómo se podía mejorar la producción agraria.
Un químico que destacó especialmente en este labor era Justus von Liebig. Analizando las cenizas de las plantas concluyó qué elementos eran necesarios para su crecimiento aparte del dióxido de carbono absorbido del aire y el agua de riego. Basado en estos datos elaboró el primer abono artificial aunque la primera receta no tenía mucho éxito y casi le lleva al borde de la quiebra. Sólo al descubrir que además de los elementos no volátiles había que incluir también el nitrógeno como elemento esencial se consiguió recuperar la producción agraria.
La obtención de compuestos nitrogenados seguía siendo un problema ya que no existían procesos industriales de fijación de nitrógeno. En un primer momento se utilizaron los yacimientos de nitratos recientemente encontrados en Chile y los depósitos de excrementos de aves, el guano, hallados en algunas islas del Océano Pacífico.

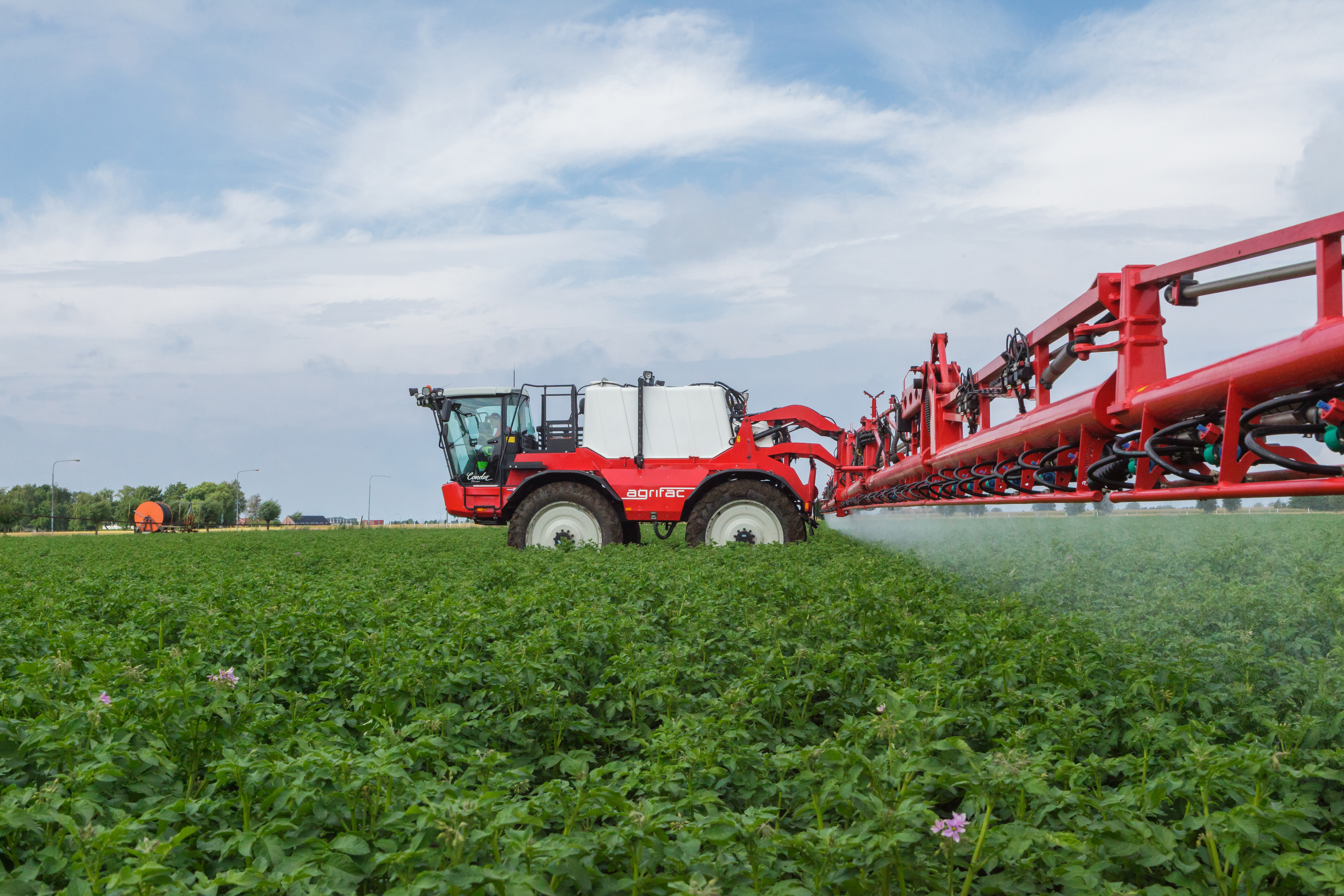
Un pulverizador agrícola autopropulsado que aplica plaguicidas.

A finales del siglo XIX, se introdujo un método de obtención de ácido nítrico por la reacción de oxígeno con nitrógeno para dar óxidos nitrosos en un arco eléctrico. El método tenía como inconveniente un elevadísimo consumo energético.
Unos años más tarde, Fritz Haber y Carl Bosch introdujeron un método más económico fijando el nitrógeno en forma de amoníaco. Este proceso está en uso aún hoy en día.
A lo largo del siglo XX, se desarrollaron diferentes plaguicidas. Algunos de ellos han alcanzado una fama dudosa como el insecticida DDT que resultó ser muy persistente en el medio ambiente.
Trabajos seminales
- En 1761 Johan Gottschalk Wallerius publica su obra pionera, Agriculturae fundamenta chemica (Åkerbrukets chemiska grunder).[5]
- En 1815 Humphry Davy publica Elementos de química agrícola [6]
- En 1842 Justus von Liebig publica Química animal o química orgánica en sus aplicaciones a la fisiología y patología.[7][8]
- Jöns Jacob Berzelius publica Traité de chimie minérale, végétale et animal (6 vols., 1845-50)[9]
- Jean-Baptiste Boussingault publica Agronomie, chimie agricole, et physiologie (5 vols., 1860-1874; 2ª ed., 1884).
- En 1868 el químico americano Samuel William Johnson publica How Crops Grow.A treatise on the atmosphere and soil as related to the nutrition of agricultural plants (Cómo se alimentan los cultivos: Un tratado sobre la atmósfera y el suelo en relación con la nutrición de las plantas agrícolas).[10]
- En 1872 el bioquímico alemán Karl Heinrich Ritthausen (1826-1912) publica Cuerpos proteicos en granos, leguminosas y linaza. Contributions to the physiology of seeds for cultivation, nutrition, and fodder.[11]

## Bioquímica vegetal
La bioquímica vegetal abarca las reacciones químicas que ocurren dentro de las plantas. En principio, el conocimiento a nivel molecular informa las tecnologías para proporcionar alimentos. Se presta especial atención a las diferencias bioquímicas entre las plantas y otros organismos, así como a las diferencias dentro del reino vegetal, como dicotiledóneas frente a monocotiledóneas, gimnospermas frente a angiospermas, fijadores de C2 frente a los de C4, etc.

## Plaguicidas

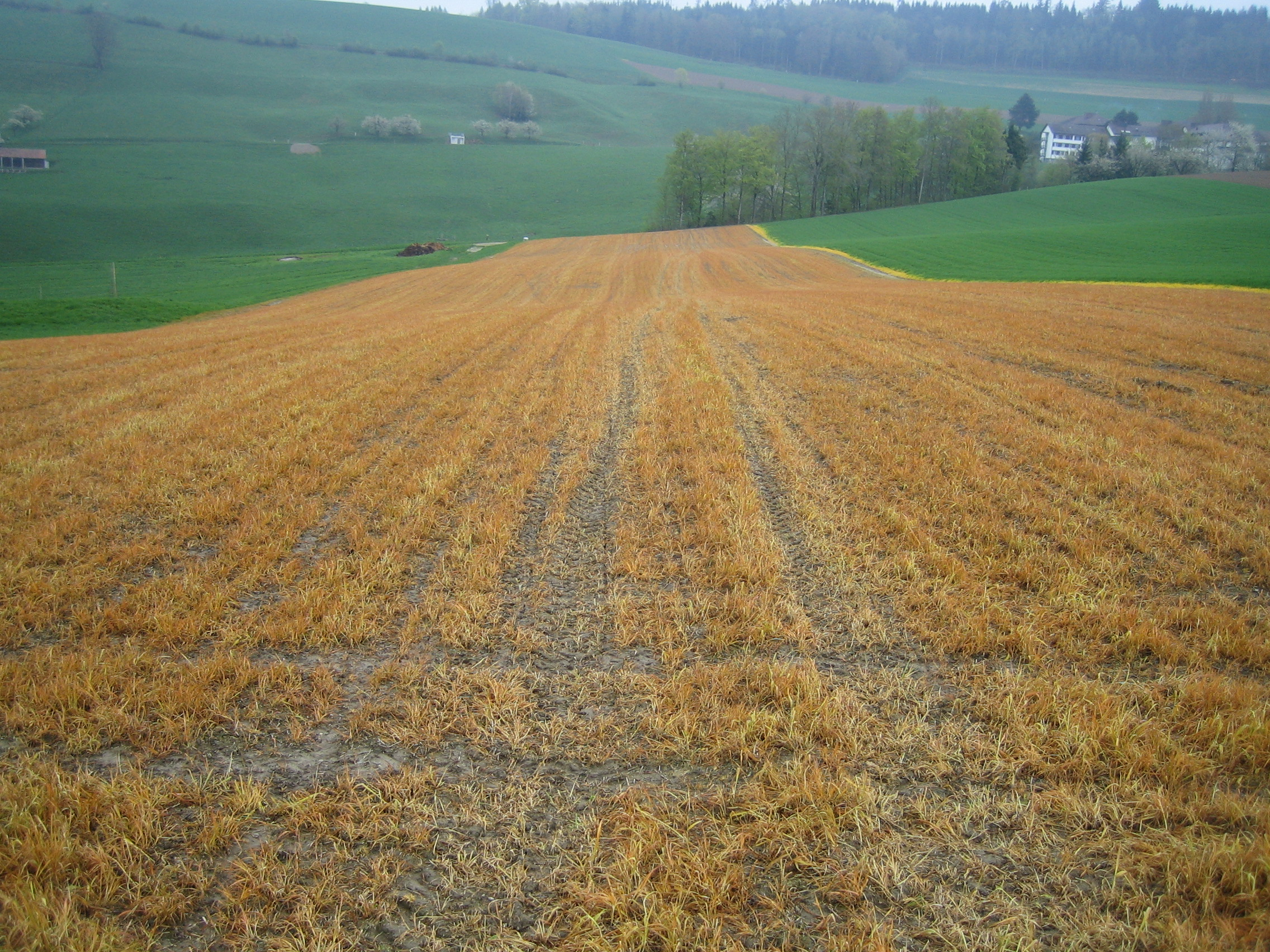
Un campo después de la aplicación de un herbicida.

Los materiales químicos desarrollados para ayudar en la producción de alimentos, piensos y fibras incluyen herbicidas, insecticidas, fungicidas, y otros plaguicidas. Los plaguicidas son sustancias químicas que desempeñan un papel importante en el aumento del rendimiento de los cultivos y la mitigación de las pérdidas de los mismos. Los plaguicidas funcionan mediante el mantenimiento de los insectos, otros animales y otras plantas alejados de los cultivos para permitirles crecer sin perturbaciones, regulando eficazmente las plagas y enfermedades.
Las desventajas de los plaguicidas incluyen la contaminación del suelo y del agua (consulte contaminantes orgánicos persistentes). Pueden ser tóxicos para especies no objetivo, incluyendo aves, peces, insectos polinizadores, así como para los propios trabajadores agrícolas.

## Química del suelo

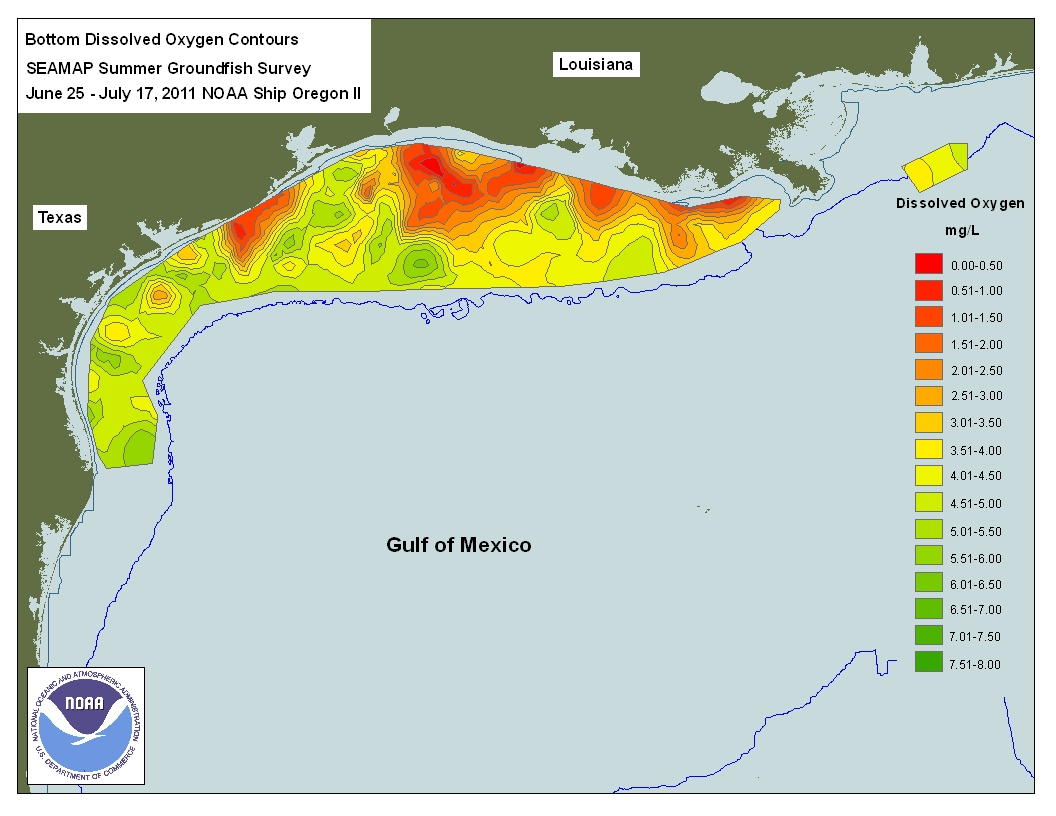
La llamada "zona muerta" (dead zone) en el Golfo de México es causada por la escorrentía de productos químicos agrícolas.

La química agrícola a menudo tiene como objetivo preservar o aumentar la fertilidad del suelo con el objetivo de mantener o mejorar el rendimiento agrícola y mejorar la calidad del cultivo. Los suelos se analizan con atención a la materia inorgánica (minerales), que comprende la mayor parte de la masa del suelo seco, y la materia orgánica, que consiste en organismos vivos, sus productos de degradación, ácidos húmicos y ácidos fúlvicos.
Los fertilizantes son una consideración importante. Si bien los fertilizantes orgánicos son consagrados por el tiempo, su uso ha sido reemplazado en gran medida por los productos químicos producidos a partir de la minería (roca fosfórica) y el proceso Haber-Bosch. El uso de estos materiales aumentó drásticamente la tasa a la que se producen los cultivos, lo que es capaz de sustentar a la creciente población humana. Los fertilizantes comunes incluyen urea, sulfato de amonio, fosfato diamónico y fosfato de amonio y calcio.

## Tendencias
Por una parte, la agroquímica ha permitido grandes avances en la productividad de la agricultura. Por otra parte, algunas de las sustancias que se introducen en el medio ambiente pueden resultar perjudiciales. Por estas razones, en los últimos años se han creado dos corrientes contrapuestas: una intentando recuperar formas más tradicionales prescindiendo de los productos químicos peligrosos y otra que intenta aumentar la producción por una intensificación aún mayor aplicando los productos más avanzados e introduciendo organismos genéticamente modificados.

## Biotecnología

Estructura de la fructosa (izquierda), que se produce a escala multimillonaria a partir de la glucosa (derecha).

La biocatálisis se utiliza para producir una serie de productos alimentarios.  Anualmente se producen más de cinco billones de toneladas de jarabe de maíz rico en fructosa por la acción de la enzima inmovilizada glucosa isomerasa. glucosa isomerasa de la glucosa derivada del maíz.  Las tecnologías emergentes son numerosas, incluidas las enzimas para la clarificación o desbarbado de zumos de frutass.
Una variedad de sustancias químicas potencialmente útiles se obtienen mediante plantas manipuladas. La biorremediación es una vía ecológica de biodegradación. 

### Organismos  modificados genéticamente
Los organismos  modificados genéticamente (OMG, en inglés GMOs por genetically modified organisms) son plantas o seres vivos que han sido alterados a nivel genómico por científicos para mejorar las características de los organismos. Estas características incluyen proporcionar nuevas vacunas para los seres humanos, aumentar el suministro de nutrientes y crear plásticos únicos. También pueden ser capaces de crecer en climas que normalmente no son adecuados para el organismo original. Ejemplos de OMG incluyen tabaco y calabaza resistentes a virus, tomates de maduración retardada y soja resistente a herbicidas.
Los OMGs llegaron con un mayor interés por el uso de la biotecnología para producir fertilizantes y pesticidas. Debido a un mayor interés del mercado por la biotecnología en la década de 1970, se desarrolló más tecnología e infraestructura, se redujo el coste y se avanzó en la investigación. Desde principios de los 80, se han incorporado cultivos modificados genéticamente. El aumento de la labor biotecnológica exige la unión de la biología y la química para producir cultivos mejorados, siendo una de las principales razones el aumento de la cantidad de alimentos necesarios para alimentar a una población en crecimiento.
Dicho esto, las preocupaciones con los OMGs incluyen la posible resistencia a los antibióticos por comer un OMG. También hay preocupaciones sobre los efectos a largo plazo en el cuerpo humano ya que muchos OMGs fueron desarrollados recientemente.
Los OMG están rodeados de una gran controversia. En Estados Unidos, todos los alimentos que contienen OMG deben etiquetarse como tales.

## Agroquímica y ecología
Desde finales de la década de 1980, la industria agroquímica de Europa Central ha sido criticada por violar los principios ecológica y sostenibilidad y causar daños a los seres humanos y la naturaleza al promover la agricultura industrial y la ingeniería genética (por ejemplo, mediante el DDT). A menudo, los agroquímicos en su forma actual se consideran incompatibles con la sostenibilidad y la agricultura ecológica, aunque el uso selectivo y bien dosificado de los agroquímicos modernos puede ayudar a combatir las malas cosechas y, por tanto, el hambre en el mundo. Además, un abandono radical de las prácticas actuales es poco realista a corto plazo, también debido a las malas cosechas. El objetivo, en cambio, debe ser desarrollar conceptos que eviten daños a las personas, la naturaleza y el medio ambiente.